# Oreas elongata
Oreas elongata là một loài rêu trong họ Dicranaceae. Loài này được Hoppe & Hornsch. Brid. mô tả khoa học đầu tiên năm 1826.